# Symferopol (stacja kolejowa)
Symferopol (ukr: Сімферополь-Пасажирський) – stacja kolejowa w Symferopolu, na Krymie, na Ukrainie. Dworzec jest jedną z największych atrakcji stolicy Krymu, zaprojektowany przez słynnego radzieckiego architekta A. Duszkina w 1951 roku, odnowiony w 2000 roku.
Stacja ma połączenia kolejowe z Kerczem, Petersburgiem, Sewastopolem, Kijowie, Donieckiem, Moskwą, Połockiem, Chmielnickiem, Kowlem, Lwowem, Mińskiem, Eupatorią, Jekaterynburgiem, Sumami, Krzemieńczukiem, Ługańskiem, Kisłowodzkiem, Krzywym Rogiem, Odessą, Dniprem, Charkowem, Witebskiem, Woroneżem, Iżewskiem, Irkuckiem, Czerepowcem, Smoleńskiem, Czerkasami, Ałmaty, Żytomierzem, Czernichowem, Użhorodem, Iwano-Frankiwskiem, Brześciem, Rostowem nad Donem, Czelabińskiem, Czytą.